# أرون كيلر (لاعب هوكي الجليد)
أرون كيلر (بالفرنسية: Aaron Keller) (و. 1975  م) هو لاعب هوكي الجليد كندي، ولد في كاملوبس، كولومبيا البريطانية، مركز لعبه هو مدافع ‏.

## روابط خارجية
- أرون كيلر على موقع دوري الهوكي الوطني (الإنجليزية)
- أرون كيلر على موقع EliteProspects.com (الإنجليزية)
- أرون كيلر على موقع Eurohockey.com (الإنجليزية)
- أرون كيلر على موقع HockeyDB.com (الإنجليزية)